# Khirbet al-Sawda, Homs
Khirbet al-Sawda (tiếng Ả Rập: خربة السودا, cũng đánh vần Khirbet al-Soda) là một ngôi làng ở phía tây Syria, một phần hành chính của Tỉnh Homs, phía tây bắc của Homs. Các thị trấn gần đó bao gồm Khirbet al-Tin Mahmud ở phía tây nam, Qazhal ở phía nam và Dar al-Kabera ở phía đông bắc. Theo Cục Thống kê Trung ương (CBS), Khirbet al-Sawda có dân số 507 trong cuộc điều tra dân số năm 2004.